# Nadrlje
Nadrlje es un pueblo ubicado en la municipalidad de Rekovac, en el distrito de Pomoravlje, Serbia.

## Superficie
Posee una superficie de 16,13 kilómetros cuadrados.

## Demografía
Hasta 2011 la población era de 153 habitantes, con una densidad de población de 9,486 habitantes por kilómetro cuadrado.